# Tramvaiul din Oradea
Tramvaiul orădean este una dintre cele mai longevive lucrări comunitare (sau executate pentru comunitate) din România. Această utilitate publică a fost dată în folosință la 25 aprilie 1906, fiind în continuare un serviciu public de care beneficiază locuitorii din Oradea. Parcul de tramvaie este gestionat de către S.C. Oradea Transport Local S.A. Pe întreaga rețea de tramvaie sunt delimitate 10 linii, 1R și 1N, 2, 3R, 3N, 4N, 4R, 5, 7 și 8 (unde R si N sunt culorile numerelor tramvaielor, R=roșu si N=negru). Pe data de 15 noiembrie 2019 s-a înființat linia 8 de tramvai, iar pe 15 decembrie 2021 s-au înființat liniile 5 și 7, circulând pe un nou tronson de 3,6km de-a lungul pârâului Salca, al universității și al depoului de tramvaie pe str. Atelierelor. Această linie este prima linie de tramvai construită în România pe amplasament nou după 1989.

## Istoric

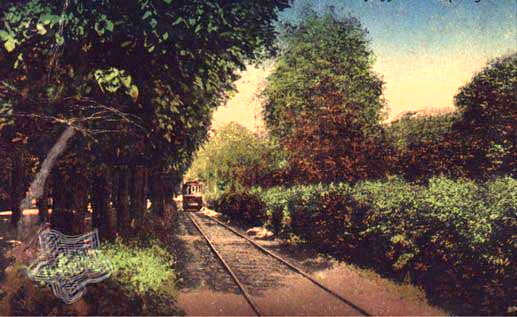
Tramvaiul orădean cutreierând Parcul Bălcescu.

### Proiect
În toamna anului 1897, două companii s-au angajat să proiecteze și mai apoi să realizeze rețeaua de „cale ferată electrică” a orașului Oradea (Nagyvárad), acesta fiind unul dintre primele orașe ale Transilvaniei cu linie de tramvai. Cele două societăți concurente erau Linia ferată publică cu tracțiuni pe aburi „S.A. Oradea Mare” și Societatea pe acțiuni pentru întreprinderi de electricitate și transport „Trustul”, o întreprindere din Budapesta. La 25 decembrie 1887, Consiliul Local Oradea a somat cele două companii să prezinte până la 8 ianuarie 1889 ofertele definitive. La data respectivă, o singură ofertă era depusă, cea a societății din Oradea. Propunerea a fost discutată în ședința Consiliului Local și părea că „S.A. Oradea Mare” va câștiga licitația, dar la 13 ianuarie, „Trustul” din Budapesta a înaintat propriul program. În octombrie 1898, „Trustul” a supralicitat (oferind condiții mult mai bune decât „S.A. Oradea Mare”) și astfel i-a fost încredințată lucrarea. Totuși, în decembrie 1898, Ministerul de Interne anulează hotărârea Consiliului Local și concesionează lucrările companiei „S.A. Oradea Mare”. Această hotărâre a iscat multe discuții aprinse, dar a rămas irevocabilă.

#### Prevederi importante ale contractului de concesionare
1. Orașul acordă societății dreptul de a executa lucrări necesare așezării liniilor și exploatării lor pe următoarele străzi, piețe și poduri:
  1. de la Stația centrală de cale ferată, pe Strada Principală (strada Republicii de astăzi), Piața Bémer (Piața Regele Ferdinand de azi), podul cel mic, Piața Mică (în prezent Piața Unirii), strada Grădinii (str. Avram Iancu de azi) până la piața din fața restaurantului din Grădina Rhédey (în prezent Parcul Nicolae Bălcescu );
  2. din Piața Mică, deviație pe strada Contele Pál Teleki (azi, Primăriei) și în continuare până la zidul nou construitei cazărmi a cavaleriei.
  3. din Piața Mică, pe strada Lajos Kossuth (actuala strada Independenței), calea Clujului până la Piața Bisericii, iar apoi, în continuare pe calea Clujului, până la linia ferată și clădirea gării din cartierul-oraș Velența (prima zonă industrială importantă a urbei).
2. Având în vedere că linia ferată dintre Piața Bisericii și Gara Velența există deja și, pe baza contractului, până la 28 august 1932 ea se află în posesia Societății, ea se obligă să o transforme în linie electrică. De la această dată Societatea se angajează să plătească Primăriei o chirie de 10000 forinți.
3. Constructorul este obligat ca, în 8 luni de la primirea autorizației de construcție din partea ministerului comerțului, să realizeze construcția (excepție fac lunile noiembrie, decembrie, ianuarie și februarie).
4. Cu acordul guvernului, Societatea va avea dreptul de a construi și alte linii. Dacă o altă societate dorește să construiască alte linii, este necesar acordul celor două părți contractante. Constructorul va fi obligat ca, îndată ce ajunge la un beneficiu net de 6% în trei ani consecutiv, la dorința Primăriei și cu acordul domnului ministru al comerțului, să extindă rețeaua sa cu trei kilometri. Această prevedere va rămâne în vigoare până când se va realiza un total de 25 de km rețea de cale ferată.

### Tergiversări

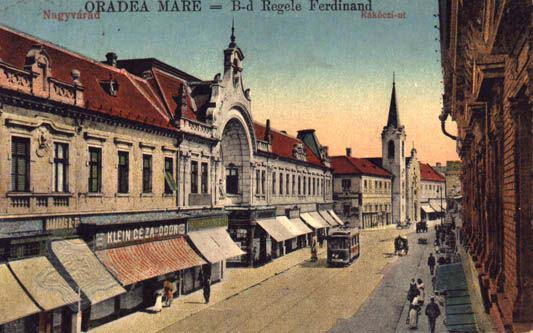
Tramvaiul pe bd. Regele Ferdinand (actuala str. Republicii)

Vara anului 1899 a trecut în așteptarea acordului de la Ministerul Comerțului din Budapesta. Ziarul din urbea de pe malurile Crișului Repede, „Nagyvárad” (magh. „Oradea Mare”) din 14 septembrie, menționa într-un scurt articol, cu amărăciune, că Oradea este un oraș al permanentelor amânări, unde deviza Primăriei e „lasă pe mâine ce poți face azi”, dar că, în cazul tramvaielor, a venit și rândul ministerului să adopte aceeași deviză. În aceeași lună, ministrul comerțului a făcut o scurtă vizită la Oradea; motivul ei rămâne un semn de întrebare. Cu această ocazie, el a repetat promisiunile făcute și s-a angajat față de primar să îndeplinească această mare dorință a orădenilor pe cât de curând posibil.
Consiliul Local a hotărât să înainteze un memoriu prin care a fost urgentată aprobarea cererii venite de la Oradea încă de la 31 ianuarie 1899. Memoriul a fost motivat de pavajul deteriorat al străzii Principale: aceasta nu putea fi asfaltată până la montarea șinelor de cale ferată.
Aceeași era situația în fața Palatului Finanțelor (acum Policlinica nr. 2) și în Piața Bémer (azi, Ferdinand), unde trebuiau deschise străzi noi, în timp ce altele urmau a fi lărgite. În luna decembrie a aceluiași an, 1899, firma „Kappel și Fischer” din Oradea Mare a înaintat o cerere Consiliului Local prin care solicita aprobarea de a introduce „omnibusul” automobil. Această solicitare se baza pe întârzierea construirii liniilor de tramvai. Inițiatorii și-au argumentat propunerea prin faptul că benzina ar fi mult mai ieftină decât curentul electric, deci mai rentabilă. Cele patru trasee propuse erau similare cu cele propuse pentru liniile de tramvai. Prețul s-ar fi situat între 4 și 10 fileri, iar autobuzele urmau să circule între orele 3 și 23. Dacă oferta ar fi fost acceptată, Oradea ar fi fost primul oraș din Transilvania care să dispună de un sistem de transport în comun bazat pe autobuze.
La 27 decembrie, din partea ministerului sosește un răspuns negativ; prin urmare, proiectul trebuia rescris și regândit. Acestui proiect i-a urmat o perioadă obscură întinsă pe mai mulți ani (28 decembrie 1899 – 11 iulie 1905) în care au avut loc discuții aprinse în legătură cu tramvaiul orădean și viitorul acestuia. De multe ori proiectul s-a aflat la doar puțin de a fi abandonat, dar în final, la 11 iulie 1905, s-a dat prima lovitură de târnăcop pentru începerea construcției. Între timp, pe baza sentinței 4042/1905 a Tribunalului din Oradea, Linia ferată publică „S.A. Oradea Mare” își schimba numele în Calea Ferată Orășenească „Oradea Mare S.A” (germ. Grosswardeiner Stadtbahn Actiengesellschaft, magh. Nagyváradi Városi Vasút Rt.).

### Lucrările de construcții
Așa cum se menționează și mai sus, la 11 iulie 1905, pe strada Clujului s-a dat prima lovitură de târnăcop, care a marcat începerea lucrărilor de construcție a liniei ferate electrice. Totuși acest lucru nu a adus pace și liniște în urbea orădeană. Au apărut discuții în privința muncitorilor, dacă trebuiau angajați muncitori orădeni sau nu, și astfel s-a iscat un scandal, rezolvat pe cale amiabilă. La sfârșitul lunii, se lucra cu toate forțele de muncă posibile. La începutul lunii august s-a început montarea linilor sub conducerea inginerului Henrik Reichel, prima dată în Piața Teatrului, simultan cu lucrările de asfaltare. La începutul lui noiembrie 1905, lucrările erau în toi, astfel că inginerul Reichel se pregătea să comande de la uzina din Győr, Ungaria, primele 12 vagoane care urmau să circule în Oradea. În același timp i-au fost înaintate ministerului comerțului propunerile pentru stațiile de tramvai.
1. Pe strada Principală
1. Gara Mare

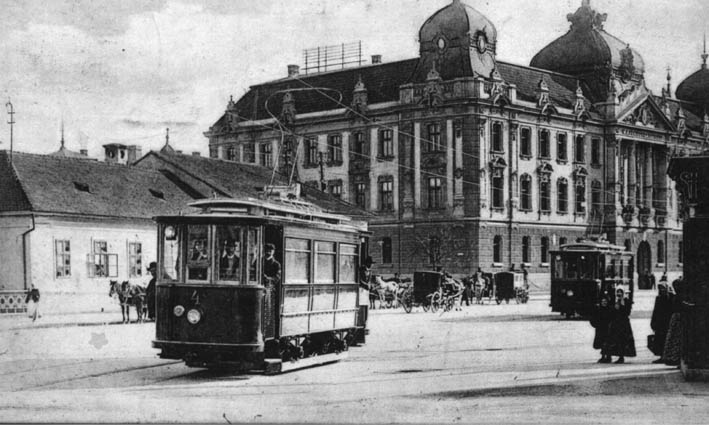
Un tramvai Siemens, fabricat la Győr, Ungaria; tramvaiul se află pe actuala stradă Republicii, circulând în direcția Gării Principale

2. Comenduirea militară (str. Republicii colț cu str. Pescărușului)
3. Spitalul Mare
4. strada Sal Ferenc (azi, str. Dunărea)
5. str. Úri (azi, str. Roman Ciorogariu)
6. Piața Bémer (azi, Ferdinand)
7. Piața Mică

2. Pe str. Kossuth Lajos (azi, Independenței)
1. Sinagoga mare
2. Kereskedelmi Csarnok (Hala comercială, actuala facultate de medicină a Universității Oradea)
3. strada Toma (actuala str. Celor Trei Crișuri)
4. semnalul de distanță (?)
5. Gara Velența

3. Pe strada Kert (Grădinii, azi, Avram Iancu)
1. Corporația meseriașilor
2. Băile Diana (str. Avram Iancu colț cu str. Sucevei)
3. Școala de cadeți
4. Gradina Rhédey (Grădina Zoologică)

4 Pe strada Teleki (actuala str. Primăriei)
1. La colțul str. Kalvin
2. La colțul str. Tuberozelor de azi
3. La cazărmi
4. La stația terminus (?)

La 30 noiembrie 1905, întreprinderea Siemens-Schuckertwerke, răspunzătoare de montarea liniilor, se apropria de sfârșitul lucrării. Urma o nouă etapă, cea a montării stâlpilor necesari pentru alimentarea tramvaielor cu curent electric. Aceștia erau confecționați din fier și erau estetici. Până în ianuarie 1906 personalul care urma să deservească circulația era complet. Datorită numărului mare de cereri pentru un loc de muncă, la sediul provizoriu al întreprinderii de tramvaie (situate pe Zöldfa útca „strada Arborele Verde”) s-a afișat o tăbliță care anunța că „nu se mai primesc cereri pentru locuri de muncă”. Au urmat două luni în care s-a discutat prețul biletelor, neajungându-se la un consens. În seara zilei de 1 martie 1906, pe la ora 20, pe traseul dintre actualele străzi Primăriei și Independenței, primul tramvai a efectuat prima cursă de probă. Vagoanele au fost însoțite de orădeni aflați pe străzi, sub supravegherea polițiștilor urbei.
La 3 martie 1906 a fost dat publicității Regulamentul de funcționare a liniei electrice, elaborat de căpitanul-șef al poliției orașului și aprobat de Consiliul municipal. Probele au continuat în timpul nopții, culminând pe 6 martie cu o apariție diurnă a tramvaiului. Cotidianul Nagyvárad (Oradea Mare) a dedicat acestui subiect un loc important pe prima pagină, titrând „Tramvaiul pe strada Principală”. Articolul începea astfel:
| “                                    | S-a întâmplat marea minune, incredibilul senzațional, care a făcut să fiarbă bravul sânge domol al orădeanului. | ” |
| — Ziarul Nagyvárad din 7 martie 1906 | |   |

### Finalizare
La 16 martie 1906 au fost date publicității și s-au afișat în principalele locuri din oraș rutele și stațiile liniilor de tramvai. Un vagon circula din zece în zece minute, iar prețul biletelor a fost stabilit astfel:
1. Pentru o călătorie de la cele două gări oriunde și de oriunde până la cele două gări trebuia plătit 20 fileri.
2. Pentru orice altă rută se plăteau 10 filleri.

### Aspecte tehnice
La finele primului an de funcționare al tramvaiului în Oradea, linia de tramvai electrificată însuma 20 de kilometri, deservirea populației fiind făcută de 14 tramvaie Siemens-Schuckertwerke. Rețeaua de contact nou creată trebuia alimentată cu curent continuu de 550 V. Astfel, la începutul anului 1906 s-a hotărât punerea în funcțiune a doi convertizori la uzina electrică a orașului. Fiecare convertizor funcționa la 415 rotații pe minut și genera un curent de 220 de amperi.
Primele 14 tramvaie electrice aduse din Ungaria, de tip Siemens-Schuckertwerke, erau echipate cu câte două motoare de 25 cai-putere la 550 V și aveau o greutate proprie de 9,9 tone. Fiecare tramvai dispunea de câte 20 de locuri pe bănci și 19 locuri în picioare. Alături de tramvaiele propriu-zise, au fost cumpărate și două locomotive electrice, fiecare din aceasta având câte două motoare electrice de 45 CP fiecare. Alături de noile achiziții, în dotarea S.A. Oradea Mare se mai aflau alte două locomotive cu abur și patru vagoane pentru marfă, de tip platformă. Pe lângă acestea, se pare că în Oradea ar fi circulat și un tramvai unicat, realizat cu ocazia Expoziției Internaționale de la Paris din 1900. Tramvaiul, produs la aceeași fabrică din Györ, avea inscripția „TVVV 8” și era destinat utilizării de către Căile Ferate Orășenești Timișoara. Totuși, tramvaiul a suferit unele modificări, fiind utilat cu frâne de solenoid și transformat în vagon-remorcă pentru S.A. Oradea Mare și primind inscripția NVV.

### Darea în folosință
La începutul lunii aprilie, totul părea să se îndrepte spre lansarea oficială rapidă a tramvaiului, dar un nou conflict, din nou legat de prețul biletelor, a întârziat lansarea tramvaielor. Totuși, sâmbătă, 21 aprilie 1906, Consiliul local a hotărât ca marea deschidere să aibă loc pe 25 aprilie. La 23 aprilie, adunarea Consiliului local a hotărât ca biletele tipărite deja să fie folosite timp de 6 săptămâni, după care să se revină la sistemul propus. Banchetul care a precedat lansarea a avut loc la restaurantul „Pannonia” (astăzi „Transilvania”) și a găzduit peste 200 de persoane. Cuvântarea inaugurală a fost rostită de primarul Rimler Károly. Ziua care a urmat a fost una memorabilă.
| “                                    | …iar în această dimineață - va fi bine să se fixeze în mod deosebit această dată: 25 aprilie 1906 – a pornit tramvaiul orădean. În alt oraș de provincie un asemenea eveniment este minunea minunilor, dar la noi, unde ritmul dezvoltării face pași, fapt pentru care de multă vreme era deja pregătit orice orădean adevărat. Acum, când splendidele vagoane de tramvai brăzdează străzile ca fulgerul, acum se pune întrebarea: Cum ar putea fi oare imaginată Oradea, acest puternic focar de cultură, fără linie ferată electrică? | ” |
| — Ziarul Nagyvárad - 25 aprilie 1906 | |   |

În prima zi de funcționare, s-au vândut peste 5.100 de bilete. Peste o săptămână, toată lumea era de acord că tramvaiul orădean este un succes. Micile accidente din primele zile nu au eclipsat acest mare eveniment prin care trecea urbea orădeană. Incidentele au apărut din cauza neglijenței vizitiilor, neinstruiți suficient pentru traficul alături de tramvaie, sau din cauza îmbulzelii.

## Rețeaua actuală
Rețeaua de tramvaie din Oradea are o lungime totală de 19,21 km. Totuși, lungimea traseelor însumează 42,34 km. Pe întreg parcursul rețelei se găsesc un număr de 56 de stații. Majoritatea stațiilor prevăd un adăpost pentru călători, OTL reușind în ultima perioadă să modernizeze aceste adăposturi. Întregul proiect prevede modernizarea a 24 stații de tramvai, pe parcursul a șase ani. Se prevede, ca pe viitor, aceste adăposturi să fie echipate cu panouri de informare, ce oferă informații privind timpii de sosire ai tramvaielor, totodată fiind afișată data, ora și numele stației. 24 de stații sunt echipate în momentul actual cu astfel de panouri. Monitorizarea traficului se face din două dispecerate.
In prezent, Au ramas 4 trasee de tramvai în Oradea, în Mai - August 2022, Erau 8 trasee de tramvai, din cauza începerii lucrarilor la Pasajul Cetății. în septembrie 2022, linile de tramvai nu au mai circulat pe la Piata Emanuil Godju, Trasee care au mai rămas sunt:
1N Pod C.F.R - Nufarul
1NS Pod C.F.R - Sinteza
4 Iosia - Nufarul
8 Pod C.F.R - Iosia
Trasee de tramvai in trecut:

### Linia 1N
Această linie are rolul de a deservi locuitorii cartierului Rogerius, facilitându-le accesul până în centrul orașului Oradea, unde linia este comună pentru toate cele patru  trasee: 1,2,3 și 4. În orele de vârf (4:30-08:00 și 11:00 – 20:00) toate tramvaiele (SIEMENS+TATRA) circulă până la Sinteza. În intervalele orare (08:00 – 11:00 și 20:00 – 23:30), tramvaiele SIEMENS și unele tramvaie TATRA de pe linia 1N circulă doar până la Pod C.F.R., pentru călătorii care doresc să își continue călătoria spre Sinteza, circulă unele tramvaie cu un interval de 20 de minute. Durata unei tur complet este de aproximativ 62 de minute. Lungimea cursei este de 16,143 km.

### Linia 1R
Această linie are rolul de a deservi locuitorii cartierului Rogerius, facilitându-le accesul până în centrul orașului Oradea, unde linia este comună pentru toate cele patru  trasee: 1,2,3 si 4.In orele de vârf (4:30-08:00 și 11:00 – 20:00) toate tramvaiele (SIEMENS+TATRA) circulă până la Sinteza.În intervalele orare (08:00 – 11:00 și 20:00 – 23:30), tramvaiele SIEMENS și unele tramvaie TATRA de pe linia 1R circulă doar până la Pod C.F.R., pentru călătorii care doresc să își continue călătoria spre Sinteza, circulă unele tramvaie cu un interval de 30 de minute. Durata unui tur complet este de aproximativ 62 de minute. Lungimea cursei este de 16,143 km

### Linia 2

Ilustrarea traseului Liniei 2 și a stațiilor de legătură.

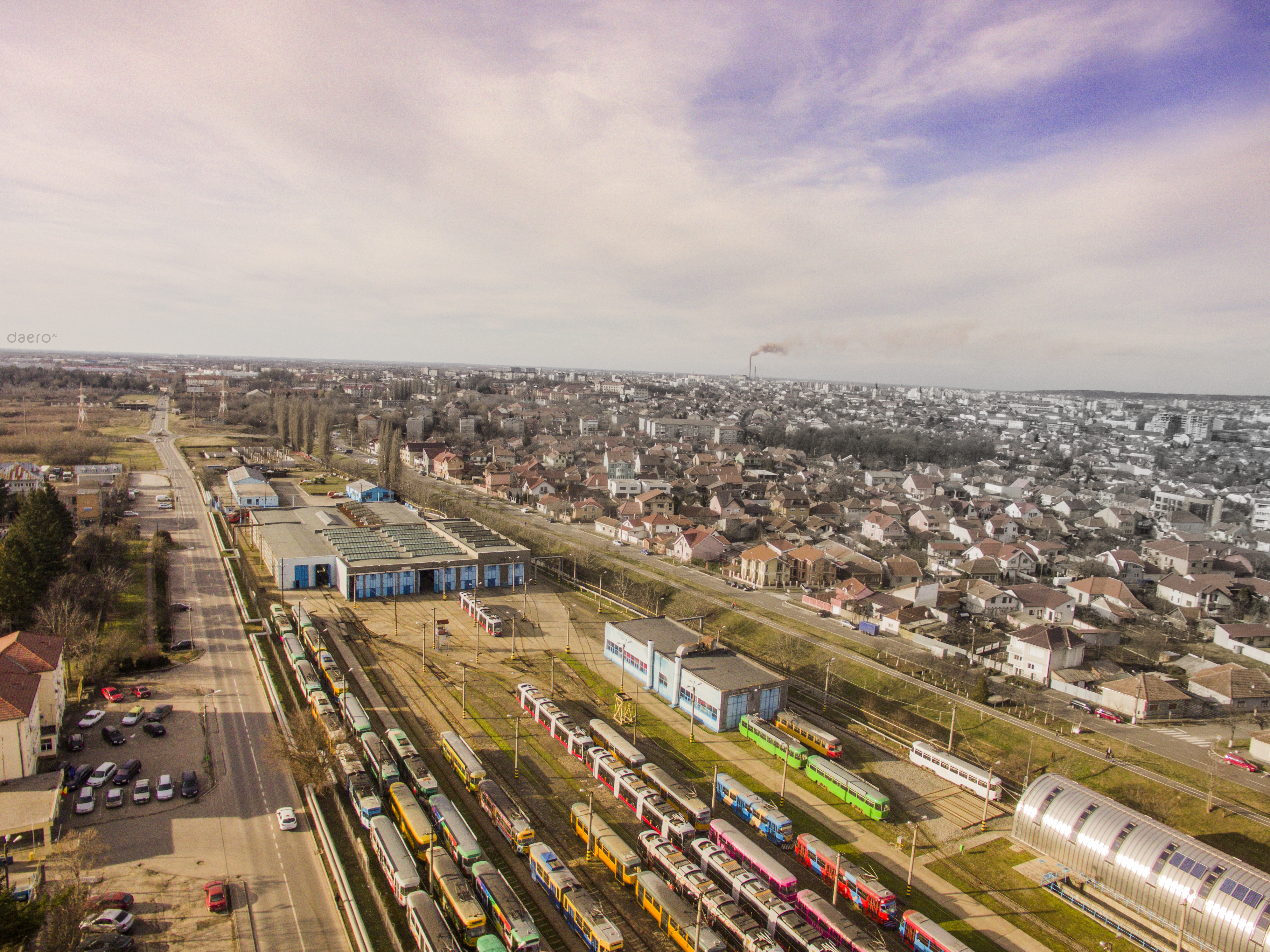
Depoul OTL

Această linie are rolul de a deservi locuitorii cartierului Ioșia, facilitându-le accesul până în centrul orașului Oradea, unde linia este comună pentru toate cele patru trasee:1,2,3 și 4 cât și către cartierul Nufărul. Durata unui tur complet este de aproximativ 60 de minute. Lungimea cursei este de 14,457 km.

### Linia 3N
Această linie are rolul de a deservi locuitorii cartierelor Nufărul, facilitându-le accesul până în centrul orașului Oradea, unde linia este comună pentru toate cele patru trasee: 1,2,3 și 4. Durata unui tur complet este de aproximativ 35 de minute. Lungimea cursei este de 13,764 km. Linia 3N si 3R au tronson comun între stațiile Nufărul și Casa de Cultură. Casa de Cultură este ultima stație comună după care cele două trasee se despart, 3R urmând să execute traseul liniei 3N in revers până la Casa de Cultură II (stația de întoarcere) unde începe din nou tronsonul comun (Casa de Cultură II - Nufărul II).

### Linia 3R
Această linie este reversul liniei 3N cu excepția tronsoanelor comune. Nufărul - Casa de Cultură respectiv Casa de Cultură II - Nufărul II. Deși toate stațiile sunt deservite de către ambele linii, călătorii pot să își scurteze călătoria alegând sensul de mers favorabil destinației lor.

## Material rulant

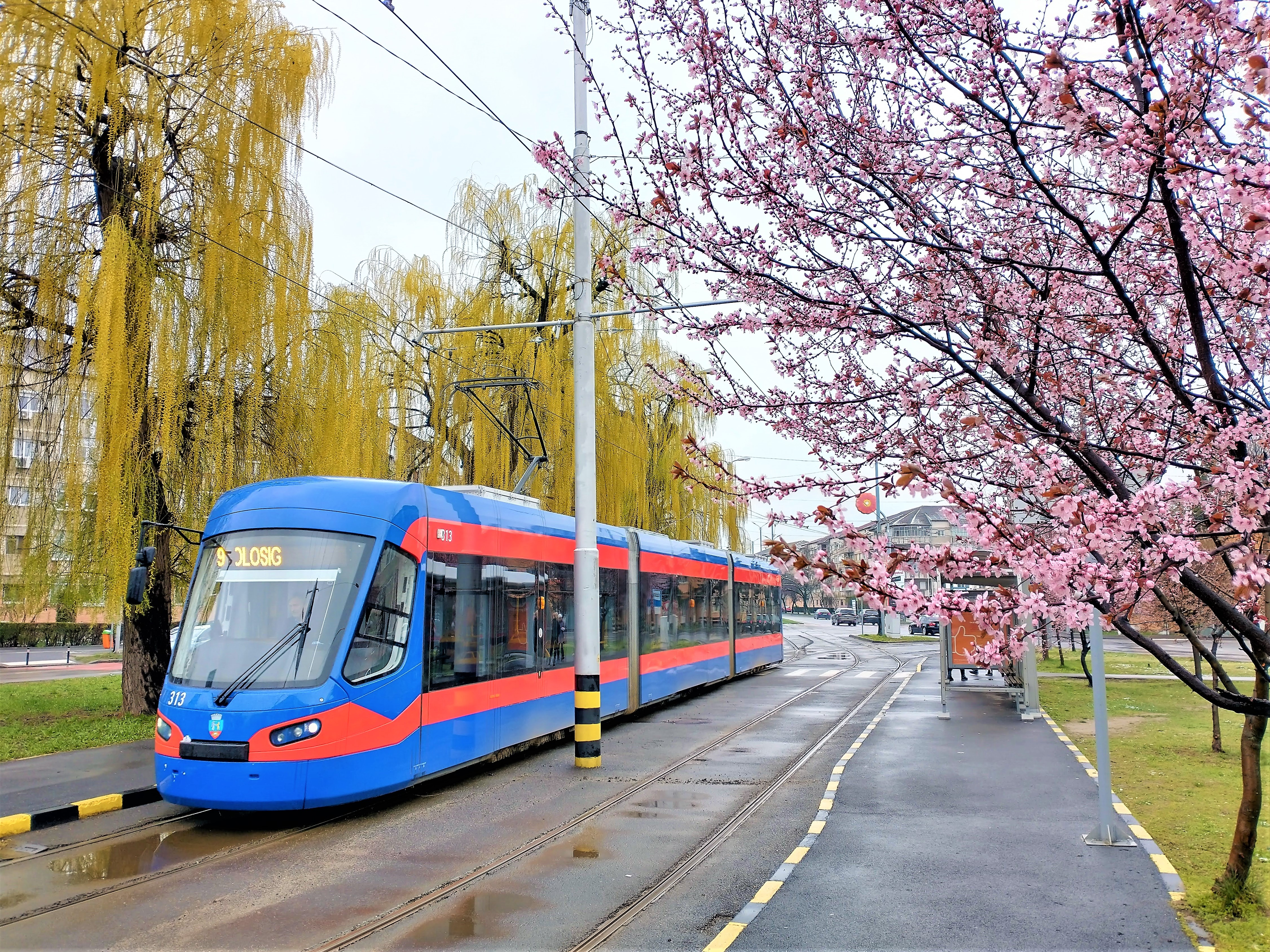
Tramvai Astra imperio Oradea

72 de tramvaie circulă în oraș. Modelele actuale sunt:
- Tatra T4 + B4 (5 vagoane motor, 4 remorci)
- Tatra KT4DM (30 tramvaie)
- Siemens ULF (10 tramvaie)
- Astra Imperio BH (22 tramvaie)
- Tatra T4D (3 tramvaie,)

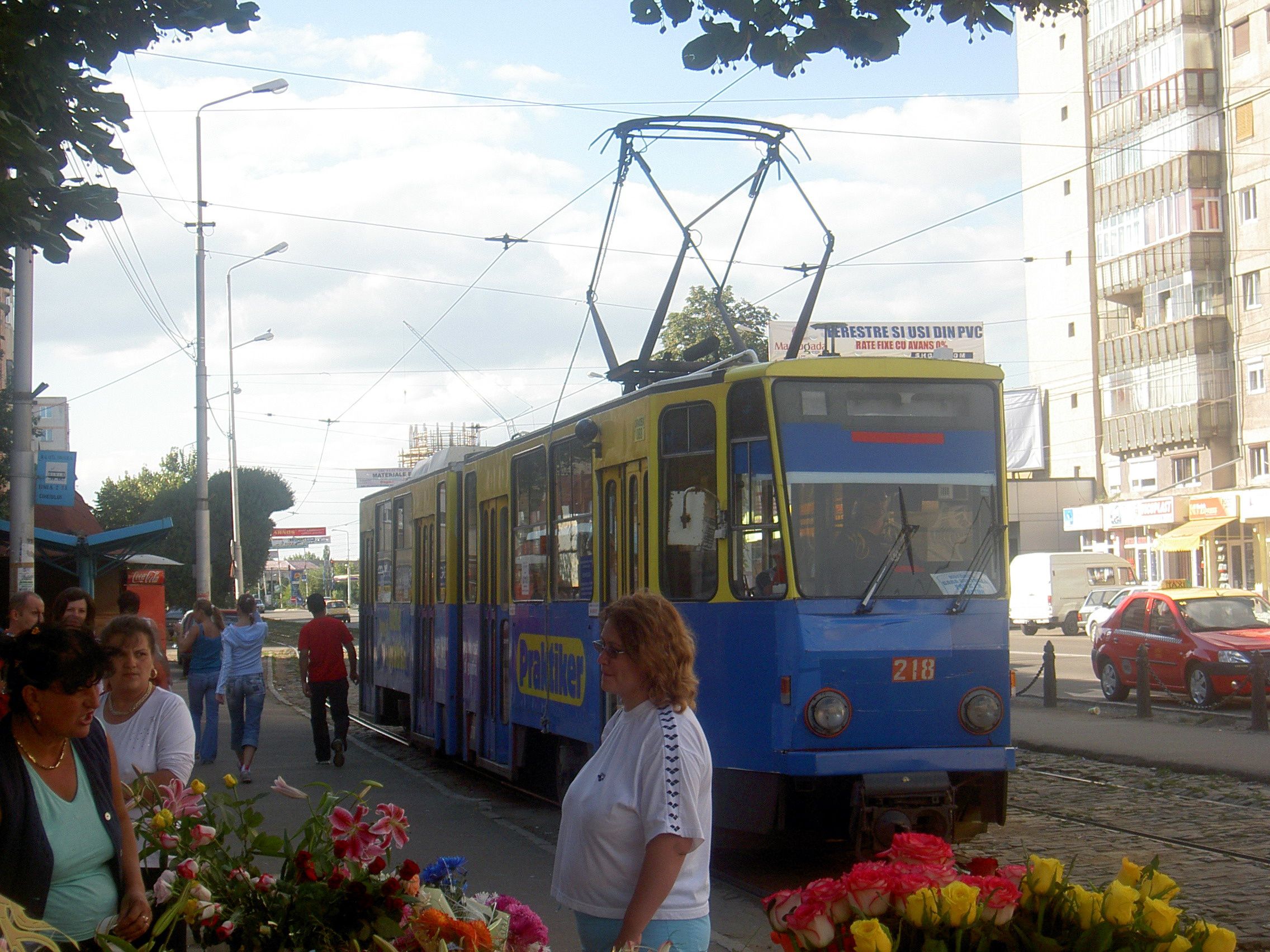
Tramvai Tatra KT4D
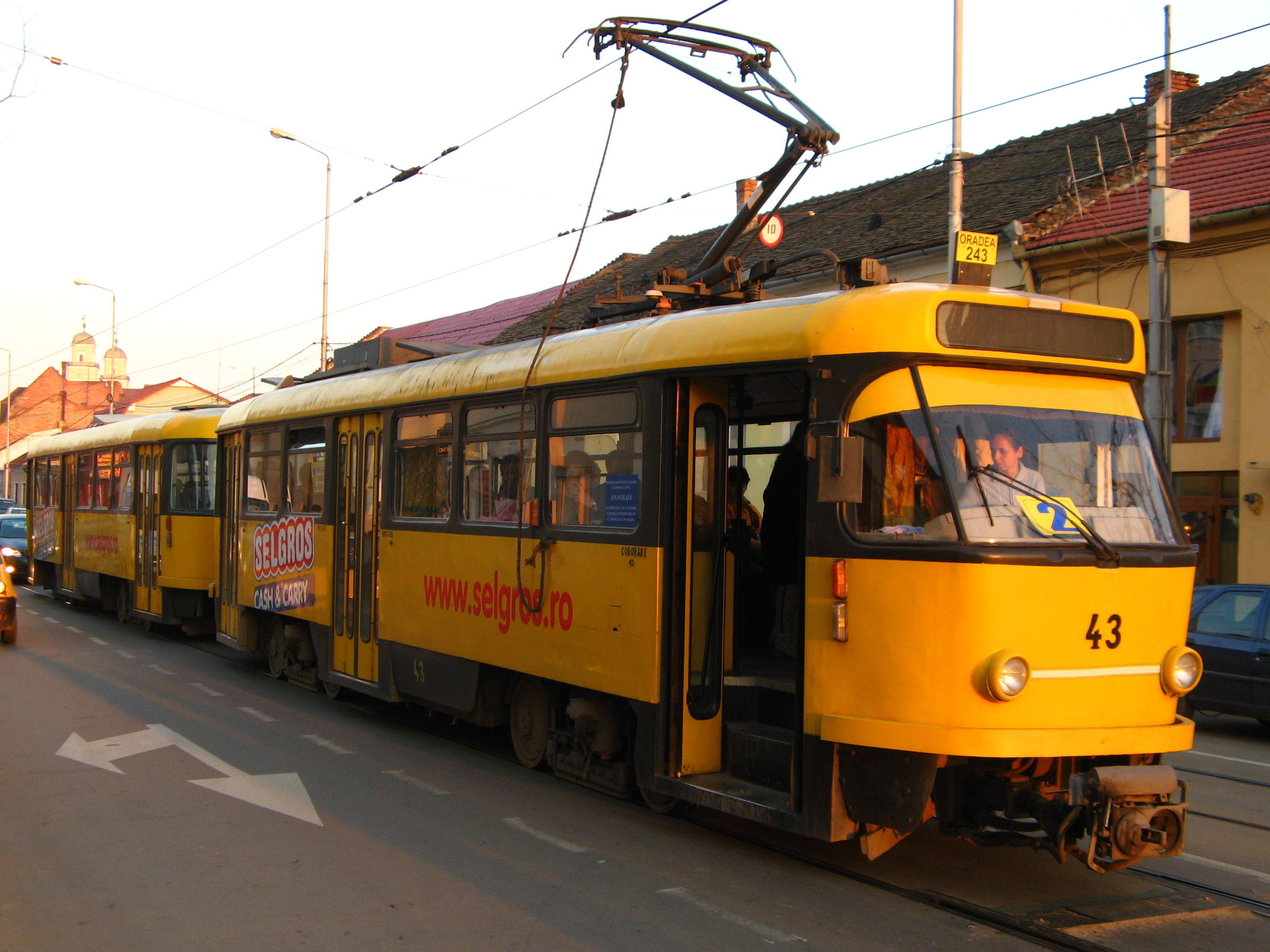
Tramvai Tatra T4 + B4
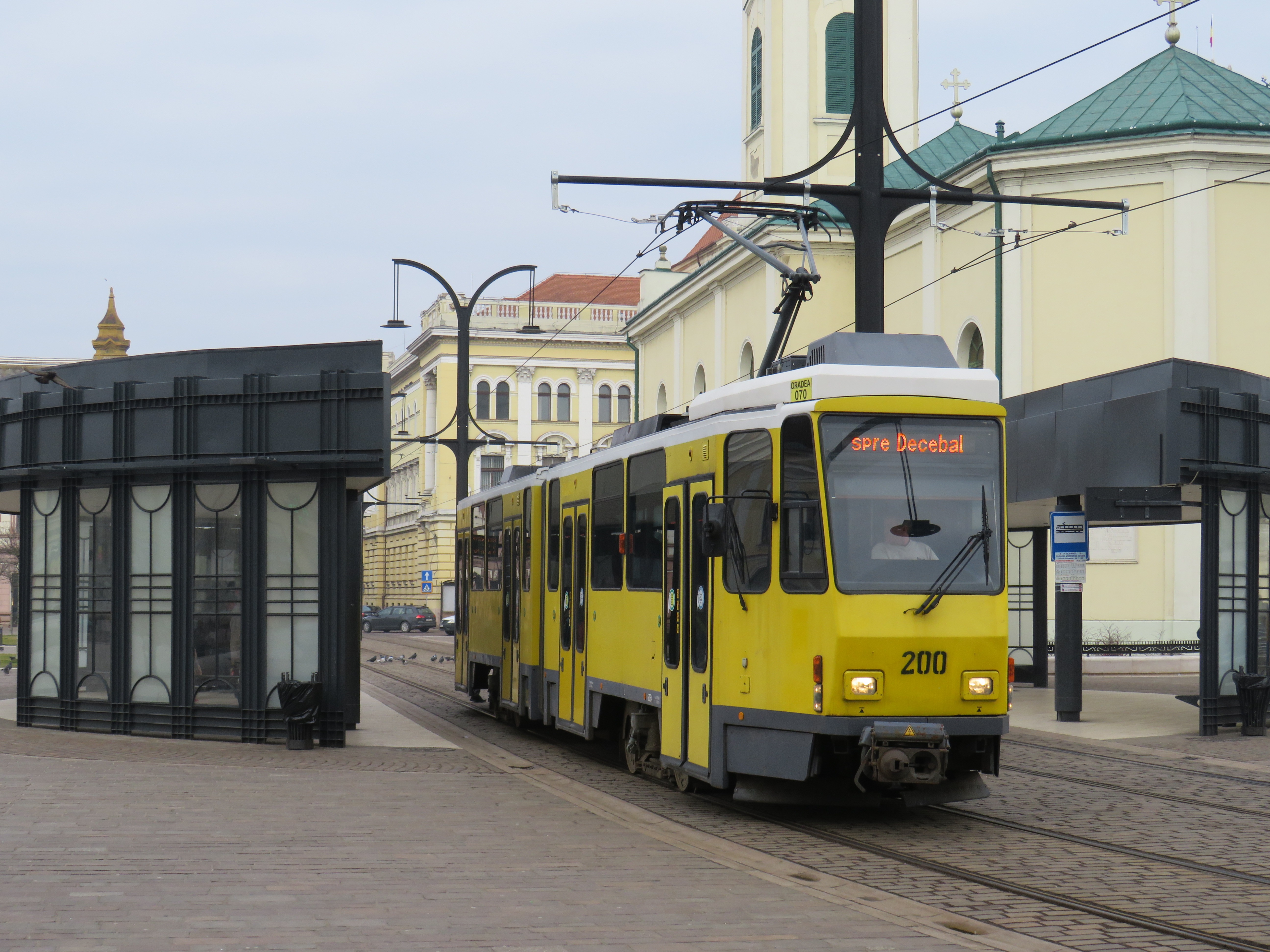
Tramvai Tatra KT4DM
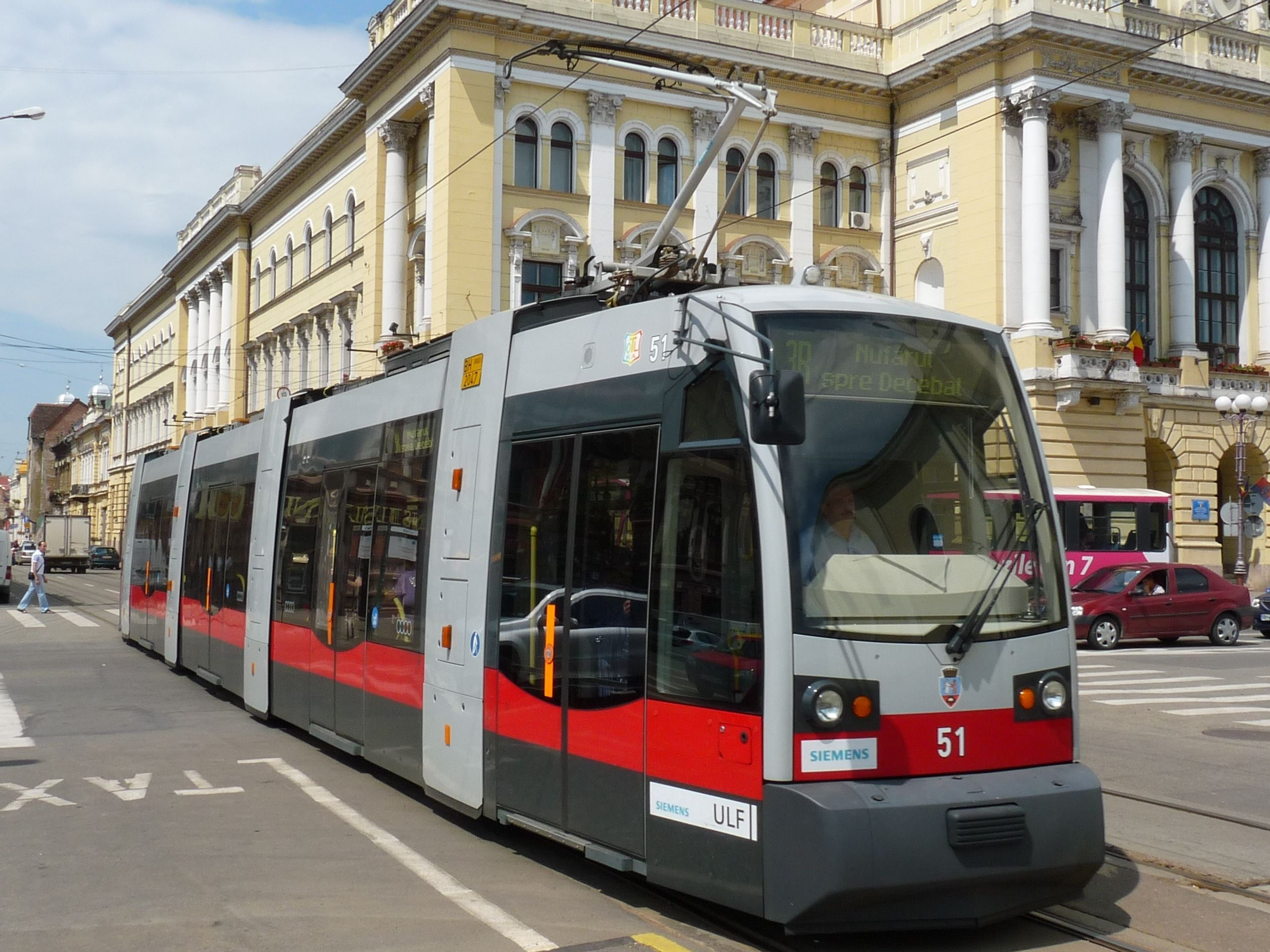
Tramvai Siemens ULF

## Vehicule Retrase

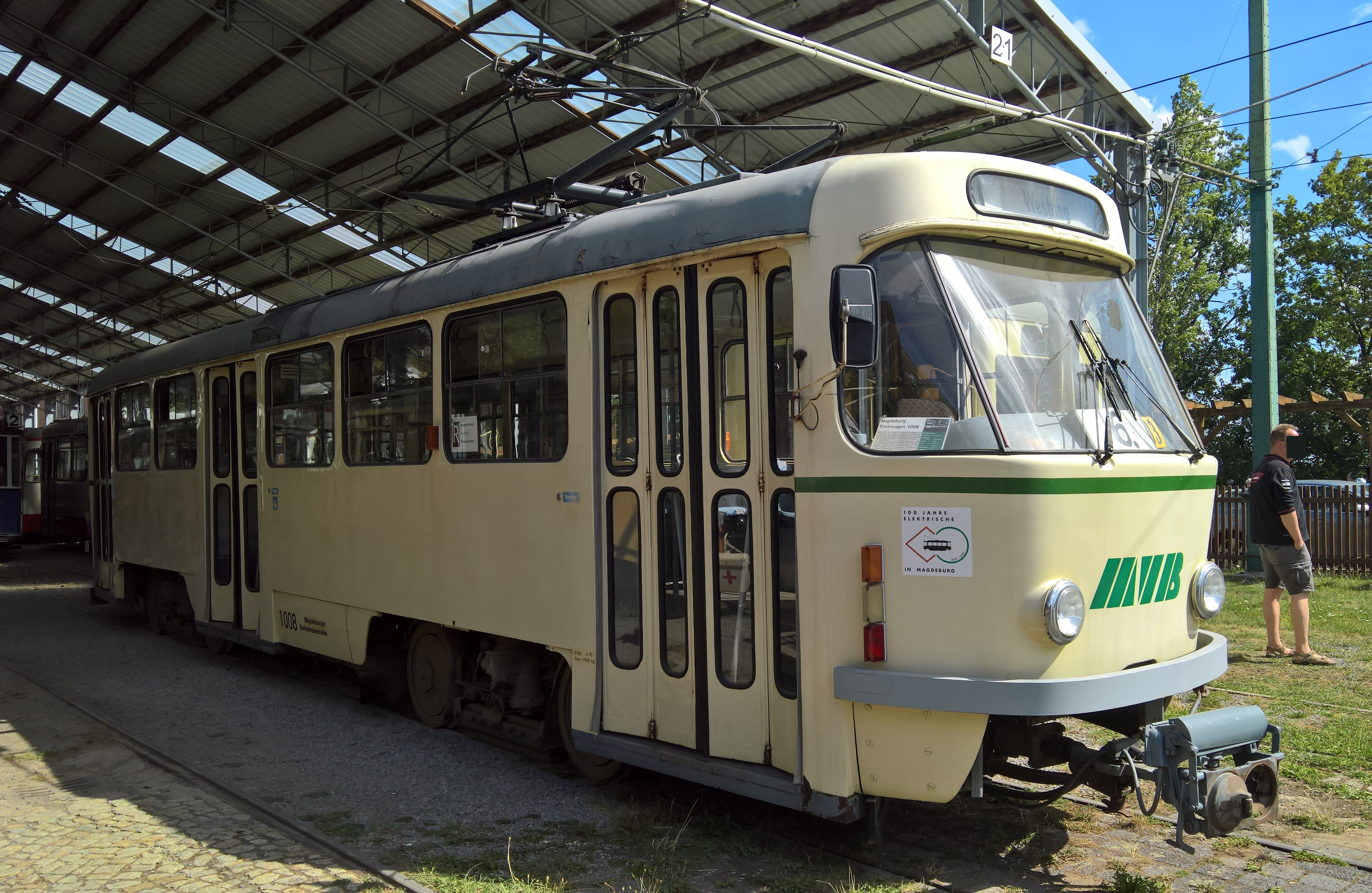

- Tatra KT4D (casate în 2020)
- Timiș 2 (casate în 2004)

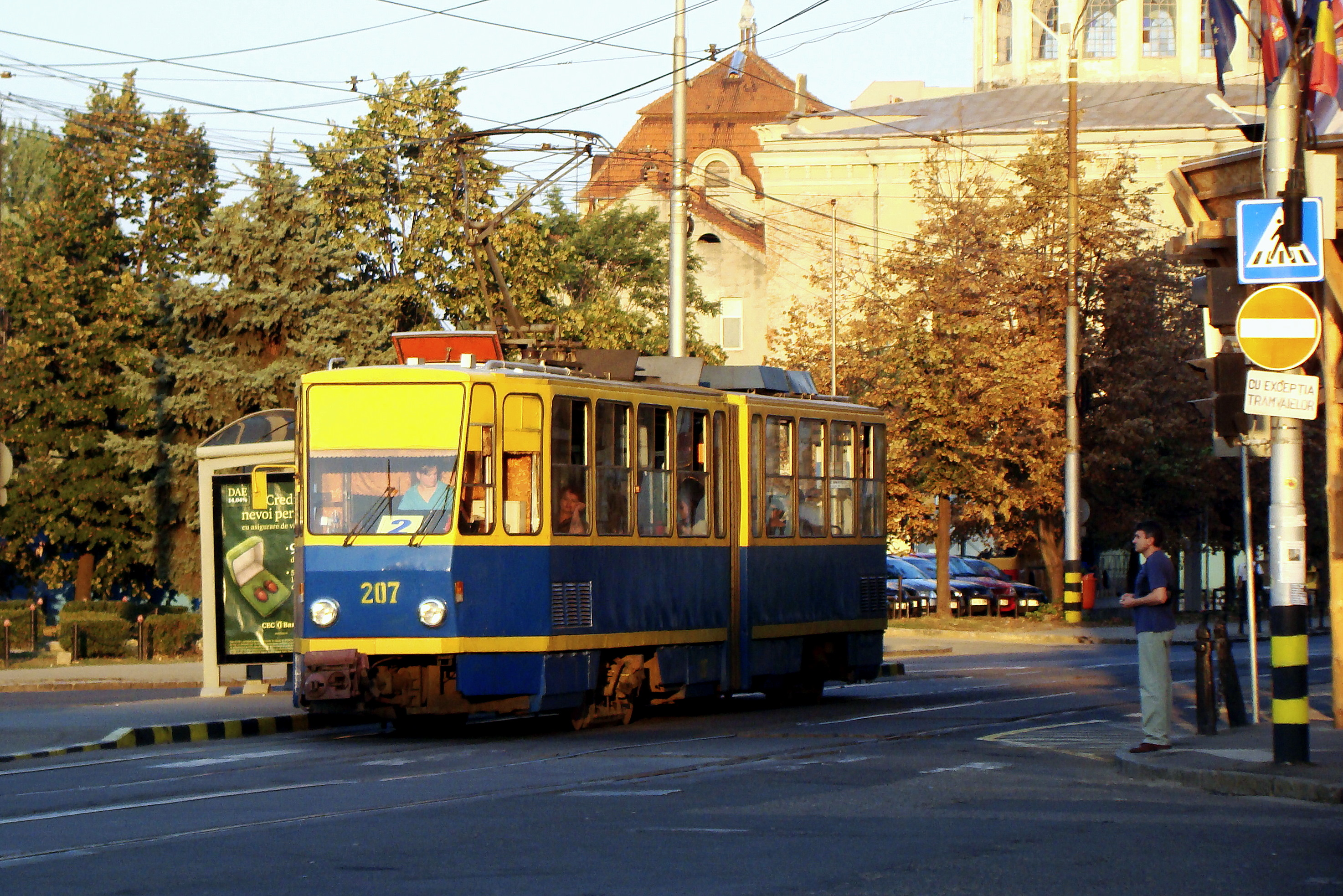

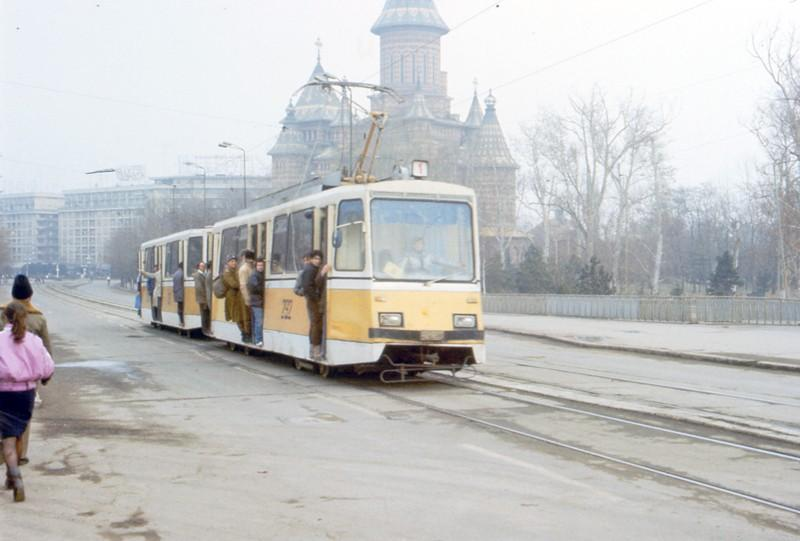

- Tatra T4R (Casate în 2008)